# 台中市公車304路
台中市公車304路行駛新民高中到港區藝術中心，主要行經清水區五權路、清水區中山路、沙鹿區中山路及臺灣大道，由台中客運營運。本路線於臺灣大道行駛公車專用道。

## 歷史
- 2004年1月1日：台中客運市公車22路改為88路。
- 2004年11月1日：延駛至新民高中。
- 2011年2月14日：遠東街之端點延駛至沙鹿高工。增闢副線882（新民高中－梧棲漁港）。
- 2011年4月18日：881（新民高中－遠東街－台中都會公園）變更為146路（現今為324路），並按原路線行駛。
- 2011年5月1日：副線882（新民高中－梧棲漁港）更改路線代碼為57路（現今為307路）。
- 2011年9月1日：沙鹿高工之端點延駛至鹿寮國中。
- 2014年7月28日：由88路調整為BRT接駁公車藍7路（弘光科技大學－港區藝術中心）通車[1][2]。交通局考量民眾乘車習慣，提供路線轉換期，2014年7月28日至2014年9月30日88路與藍7路並行，期間88路減少班次行駛[3][4][5]。
- 2014年9月17日：原訂88路將於2014年9月30日以後停止服務，改行駛藍7路，台中市交通局考量此路線為民眾最常使用路線之一，故最後決定保留88路[6]，因此88路與藍7路各為獨立路線；為使運輸資源有效利用及減少民眾等待時間，台中市交通局主動協調客運業者迄站位相同之「83路與88路」、「藍7與藍12」公車，自即日起創新推出聯合排班制度。
- 2014年11月1日：藍7路增停「南社郵局」、「五權南平等路口」。
- 2015年1月1日：藍7路增停「五權華江北街口」。
- 2015年3月1日：88路取消「第一信用」站並併入「彰化銀行（臺灣大道）」。
- 2015年6月1日：藍7路「清水高中」更名為「清水高中（中山路）」[7]。
- 2015年6月7日：配合優化公車專用道將於7月8日上路，台中市交通局宣布將台中市公車88路重組為台中市公車304路，其營運區間、發車時刻及已改制之BRT藍線接駁公車藍7路去從尚未說明。[8] [9] [10] [11] [12] [13] [14]
- 2015年6月18日：台中市政府交通局公布台中市公車304路路線圖。[15]依據此路線圖及臺中市政府推出的優化公車專用道懶人包Q&A [16]，88路（新民高中－鹿寮國中）與藍7路（正英臺灣大道口－港區藝術中心）合併為304路、行駛於優化公車專用道，取消臺灣大道慢車道（茄苳腳－靜宜大學）站牌全數裁撤，改停靠優化公車專用道的公車站（原臺中市快捷巴士藍線車站）。
- 2015年7月8日：88路與藍7路整併並正式將路線編碼更改為「台中市公車304路」，營運區間改為「新民高中－港區藝術中心」。
- 2015年11月1日：加停「五權民有路口」。[17]
- 2015年11月23日：往港區藝術中心方向取消「中山高美路口」站。[18] [19]
- 2016年10月29日：配合臺中鐵路高架化第二階段工程站前廣場改建，往新民高中方向之臺中火車站站位暫時裁撤，並調整至「第一廣場」站位上下車。[20] [21]
- 2017年7月1日：「市立殯儀館」更名為「北區運動中心」。[22]
- 2019年1月1日：「臺中火車站」站名更改為「臺中車站（臺灣大道）」。
- 2021年5月31日：「一心市場」更名為「三民錦新街口」。
- 2021年12月1日：「家扶中心」更名為「鹿寮福德宮」。
- 2022年3月1日：「五權民路口」更名為「清水五權夜市」。

## 路線基本資料
單程行車里數約29.7公里，單程行車時間約1小時30分。往港區藝術中心共66站，往新民高中共64站。

### 時刻表
- 時刻表僅供參考，時刻表更新日期為2025年3月7日。

| 台中市公車304平日時刻列表 | 台中市公車304平日時刻列表                                   | 台中市公車304平日時刻列表 | 台中市公車304平日時刻列表                                   |
| ------------------------- | ----------------------------------------------------------- | ------------------------- | ----------------------------------------------------------- |
| 港區藝術中心開時刻        | 港區藝術中心開備註                                          | 新民高中開時刻            | 新民高中開備註                                              |
| 05:40-22:00               | 平日尖峰時段:15-30分鐘一班 平日離峰及假日時段:30-50分鐘一班 | 05:50-22:00               | 平日尖峰時段:15-30分鐘一班 平日離峰及假日時段:30-50分鐘一班 |

| 台中市公車304例假日及寒暑假時刻列表 | 台中市公車304例假日及寒暑假時刻列表                         | 台中市公車304例假日及寒暑假時刻列表 | 台中市公車304例假日及寒暑假時刻列表                         |
| ----------------------------------- | ----------------------------------------------------------- | ----------------------------------- | ----------------------------------------------------------- |
| 港區藝術中心開時刻                  | 港區藝術中心開備註                                          | 新民高中開時刻                      | 新民高中開備註                                              |
| 05:40-22:00                         | 平日尖峰時段:15-30分鐘一班 平日離峰及假日時段:30-50分鐘一班 | 05:50-22:00                         | 平日尖峰時段:15-30分鐘一班 平日離峰及假日時段:30-50分鐘一班 |

### 收費
依里程計費；台中市民卡刷電子票證10公里免費。

### 停站
參見右側站牌及下方路線圖，藍色路段為行駛優化公車專用道。
- 設有公車專用道的候車站（原臺中BRT藍線車站）每站皆停且無須按下車鈴及招手攔車，其他停靠站須按下車鈴及招手攔車才會停靠該站。
- 右側路線圖中站牌名稱前帶有表示該站為公車專用道候車站，帶有表示該站僅有往靜宜大學方向設置公車專用道候車站。
- 參見右側路線圖。

## 照片集

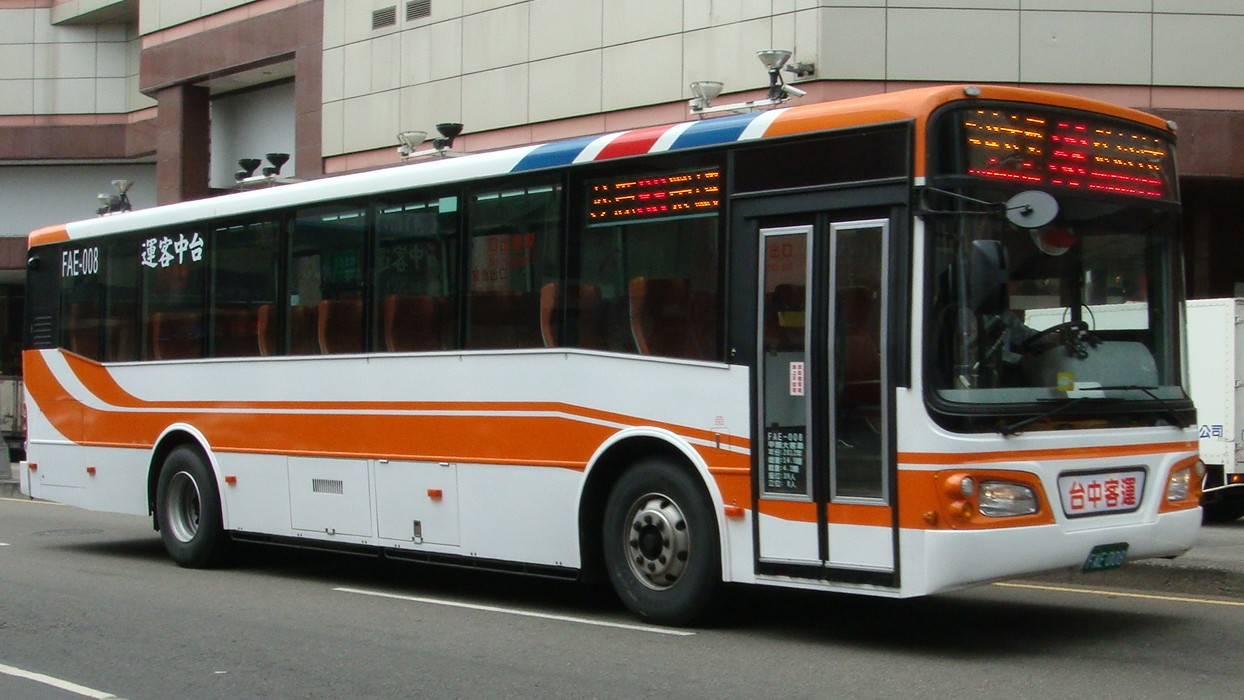
台中市公車88路時期（車頭行先看板尚未更改之車輛）
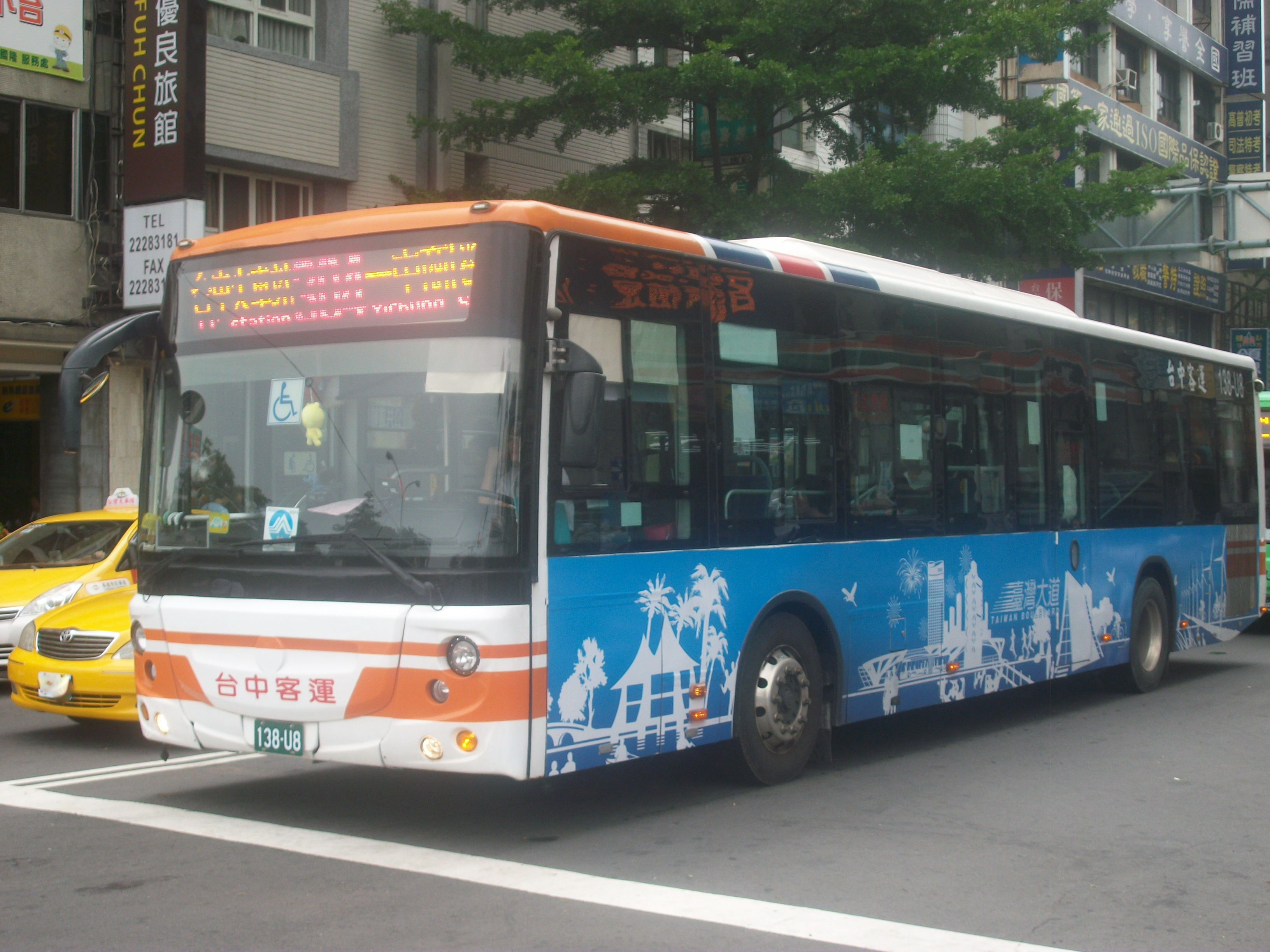
臺中市公車304路
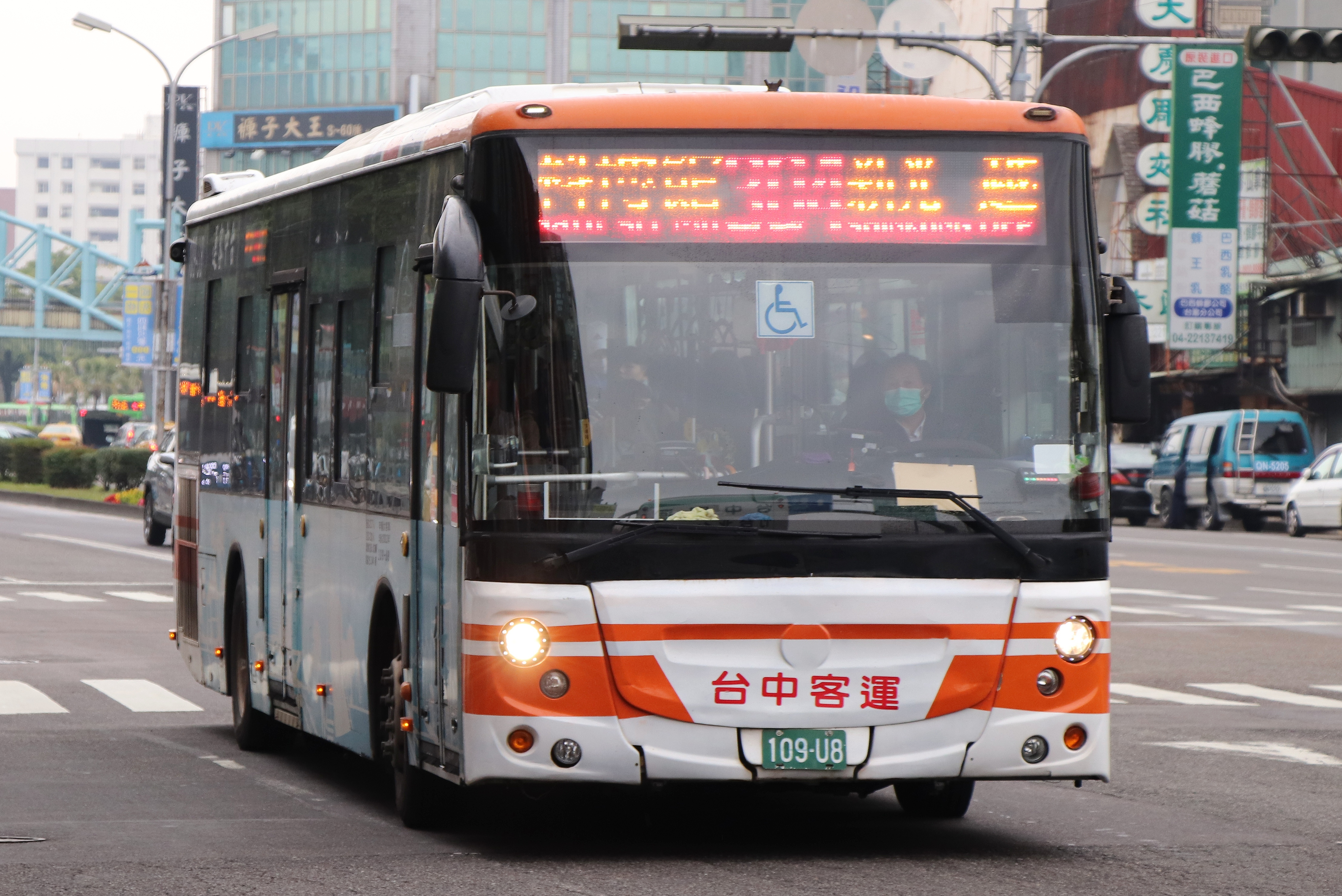
臺中市公車304路北汽福田FOTON BJ6123C7NJD(已退出此路線使用)
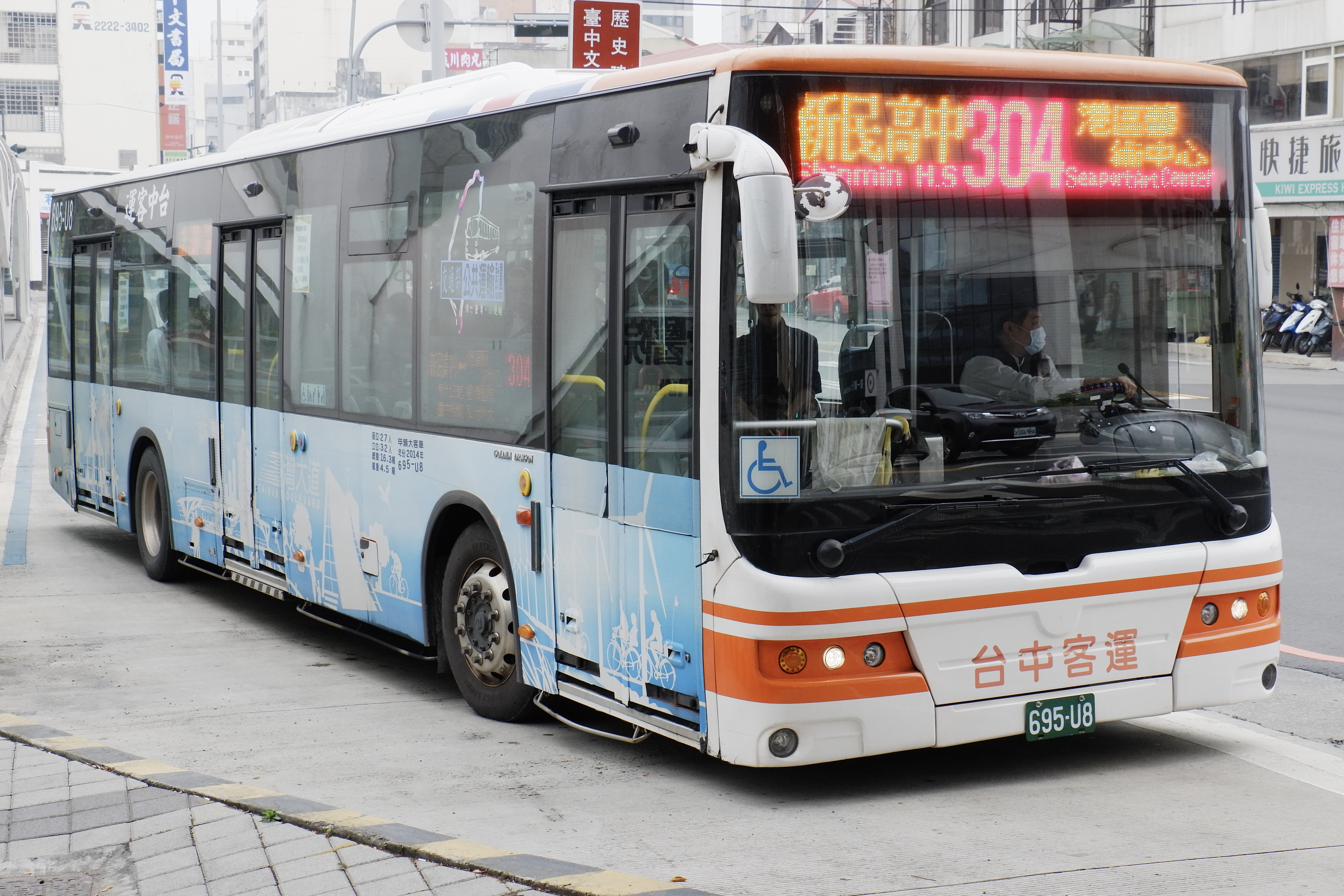
臺中市公車304路廈門金旅客車GOLDEN DRAGONXML6125CL三門版(已退出此路線使用)
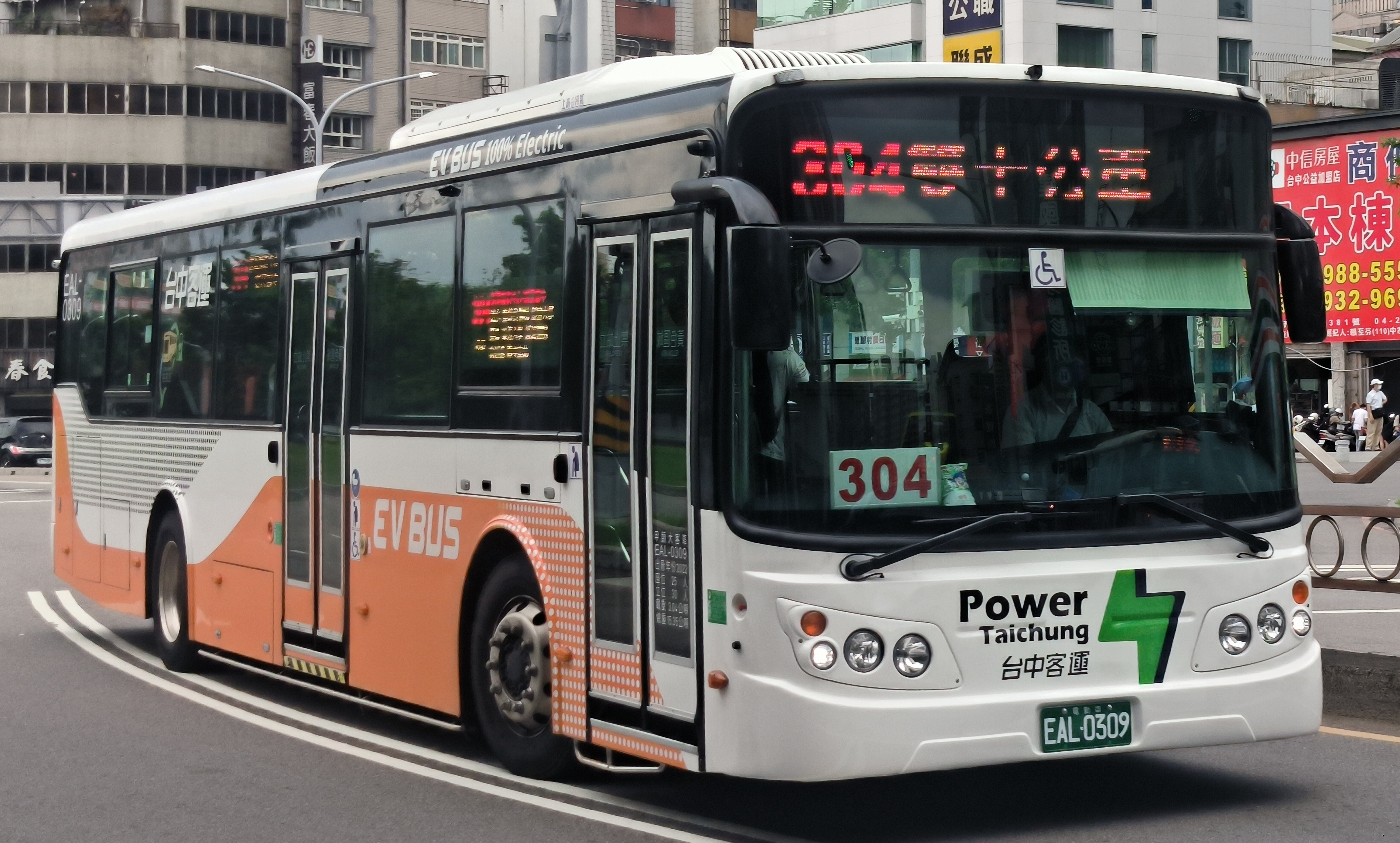
台中市公車304路之華德電動巴士